# Cliff Pennington
Clifton Randoulph »Cliff« Pennington, ameriški bejzbolist, * 15. junij 1984, Corpus Christi, Teksas, ZDA.
Pennington je poklicni bližnji zaustavljalec in je trenutno član ekipe Los Angeles Angels of Anaheim.

## Univerzitetna kariera
Pennington je obiskoval univerzo Texas A&M University, kjer je igral za ekipo Aggies.

## Poklicna kariera
Pennington je bil s strani ekipe iz Oaklanda izbran v 1. krogu nabora lige MLB leta 2005. 
V ligo MLB je bil prvič vpoklican 31. julija 2008 iz Sacramenta na stopnji Triple-A in še istega dne prvič nastopil in v štirih odbijalskih nastopih odbil dva udarca v polje. 
Po spomladanskem uigravanju leta 2009 se je vrnil v Sacramento.
31. julija 2009 je bil Pennington vpoklican nazaj v Oakland. Svoj prvi domači tek je odbil 5. avgusta na tekmi proti ekipi Texas Rangers. Sezono 2009 je zaključil s štirimi domačimi teki, 21 teki, poslanimi domov in odbijalskim povprečjem 0,249.
Sezono 2010 je začel v začetni postavi in jo končal s 6 domačimi teki in 46 teki, poslanimi domov.
Naslednjo sezono je začel bolj slabo in v prvih 10 tekmah odbijal s povprečjem 0,160. 1. avgusta je med tekmo proti ekipi Seattle Mariners moral zapustiti igrišče, saj je imel težave s premikanjem obraznih mišic in oči. Istega dne je bila postavljena diagnoza: polovico obraza je imel paralizirano. Kljub temu, da lahko ta težava traja več dni, tednov, ali celo mesecev, je Pennington izpustil le dve tekmi. 